# جک گوردون
جک لئون گوردون (انگلیسی: Jack Leon Gordon؛ زاده ۱۰ نوامبر ۱۹۳۹ – درگذشته ۱۹ آوریل ۲۰۰۵) که همچنین با نام‌های ساموئل آیزاک گوردون (اSamuel Isaac Gordon) و کلیفورد ویلیام جانسون (Clifford William Johnson) شناخته می‌شود، تاجر، مدیر سرگرمی و جنایتکار آمریکایی بود. گوردون به‌عنوان مدیر و شوهر خواننده و ترانه‌سرای آمریکایی لاتویا جکسون شناخته می‌شد. گوردون در ۱۹ آوریل ۲۰۰۵ در سن ۶۵ سالگی بر اثر سرطان درگذشت.

## درگذشت
گوردون در ۱۹ آوریل ۲۰۰۵ پس از چندین ماه مبارزه با سرطان در بیمارستان مایو در اسکاتسدیل، آریزونا درگذشت. او ۶۵ سال سن داشت.

## منبع
1. ↑  «reviewjournal.com -- News: JANE ANN MORRISON: Gordon's family leaves the ske...». web.archive.org. ۲۰۱۰-۰۵-۰۶. بایگانی‌شده از اصلی در ۶ مه ۲۰۱۰. دریافت‌شده در ۲۰۲۳-۰۲-۲۸.
2. ↑  "Gordon, LaToya's ex-husband, Bobbitt's manager, dies at 66 - Las Vegas Sun Newspaper". lasvegassun.com (به انگلیسی). 2005-04-20. Retrieved 2023-02-28.

‌